# Wiekowice
Wiekowice [vjɛkɔˈvit͡sɛ] (trước đây là Wieck của Đức; đừng nhầm lẫn với ngôi làng hiện được gọi là Wieck) là một ngôi làng thuộc quận hành chính của Gmina Darłowo, thuộc hạt Sławno, Tây Pomeranian Voivodeship, phía tây bắc Ba Lan. Nó nằm khoảng 14 kilômét (9 mi) phía nam Darłowo, 23 km (14 mi)     phía tây Sławno và 153 km (95 mi) về phía đông bắc của thủ đô khu vực Szczecin.
Trước năm 1945, khu vực này là một phần của Đức. Đối với lịch sử của khu vực, xem Lịch sử của Pomerania.
Ngôi làng có dân số 460 người.